# 好きからはじめよう
「好きからはじめよう」（すきからはじめよう）は本田美奈子.の楽曲である。生前は録音は発表されず、没後に初めてリリースが開始された。

## 概要
この楽曲は公式ファンクラブ「Blue Spring Club」のテーマソングとして製作され歌われている楽曲である。生前は録音が発表されておらず、もともとは彼女の相当なコアファンしか知らない幻の楽曲だった。
四谷ライブインマジックでのファンクラブ限定ファミリーライブで二度演奏されたらしい。
しかし本田の一周忌を機に録音がウェブ配信限定でリリースされた。非常に多くの音楽配信サイトから販売されており、iTunes Storeをはじめネット上の大手音楽配信サイトのほとんどで購入が可能である。
作詞は本田自身が行っており、タイトルから連想されるような恋愛の歌ではなく、「自分のことを好きになることからはじめよう」といった背中を押してもらえるような楽曲となっている。
発声方法がクラシック主体になる前と見られ、比較的アイドル時代に近い声質の歌声を聴くことができるという意味でも貴重な楽曲である。録音時期の関係からか、ジャケットもアイドル時代のものを使用して配信されている。
その後2007年10月24日発売のアルバム「アンセム・オブ・ライフ〜スイート・バラード・ベスト」で初めてCD化された。

## 参加者クレジット
- 本田美奈子.（作詞）
- 野口兼護（作曲）